# Niphoparmena glabricollis
Niphoparmena glabricollis là một loài bọ cánh cứng trong họ Cerambycidae.